# Triatge

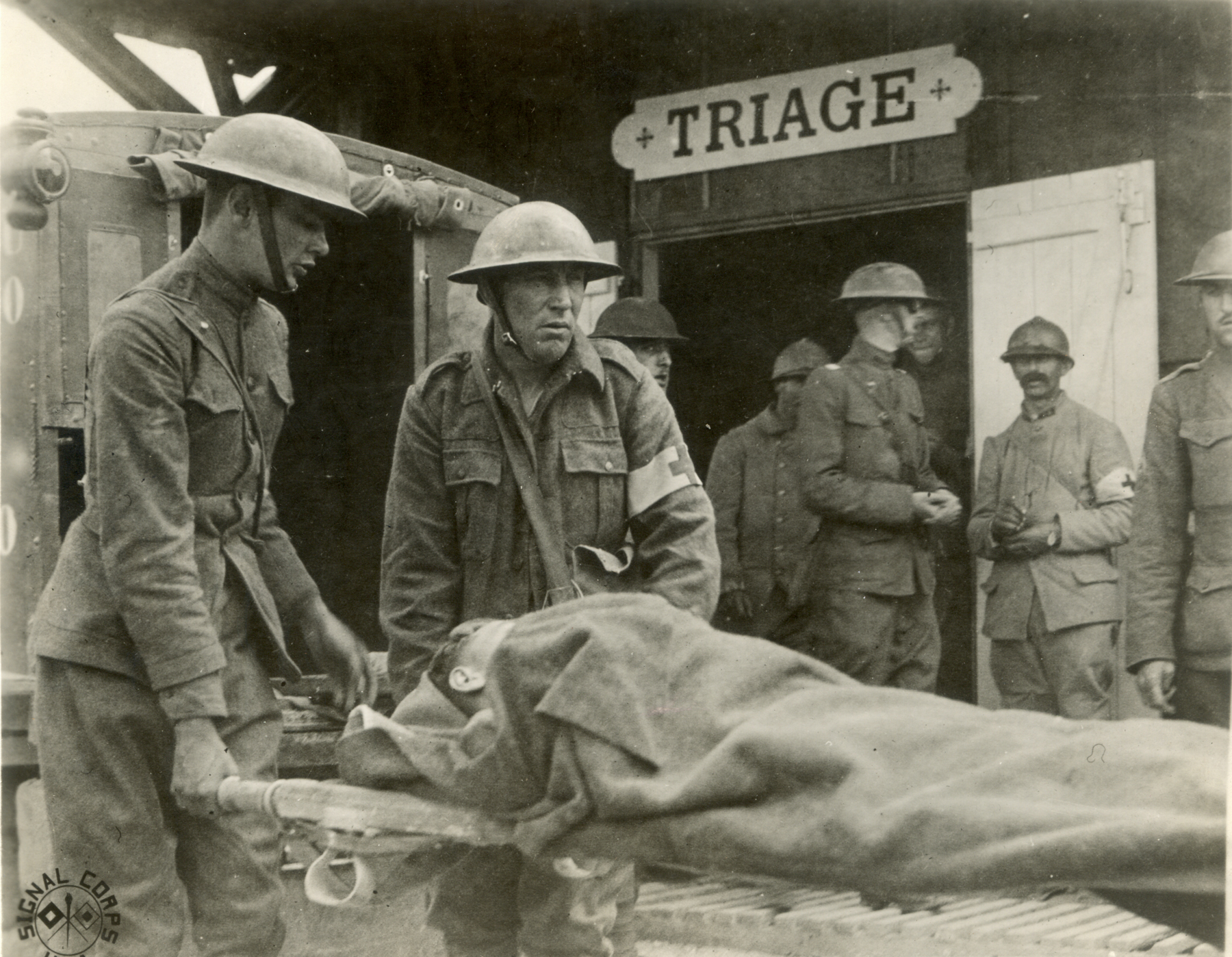
Estació de triatge, Suippes, França, Primera Guerra Mundial

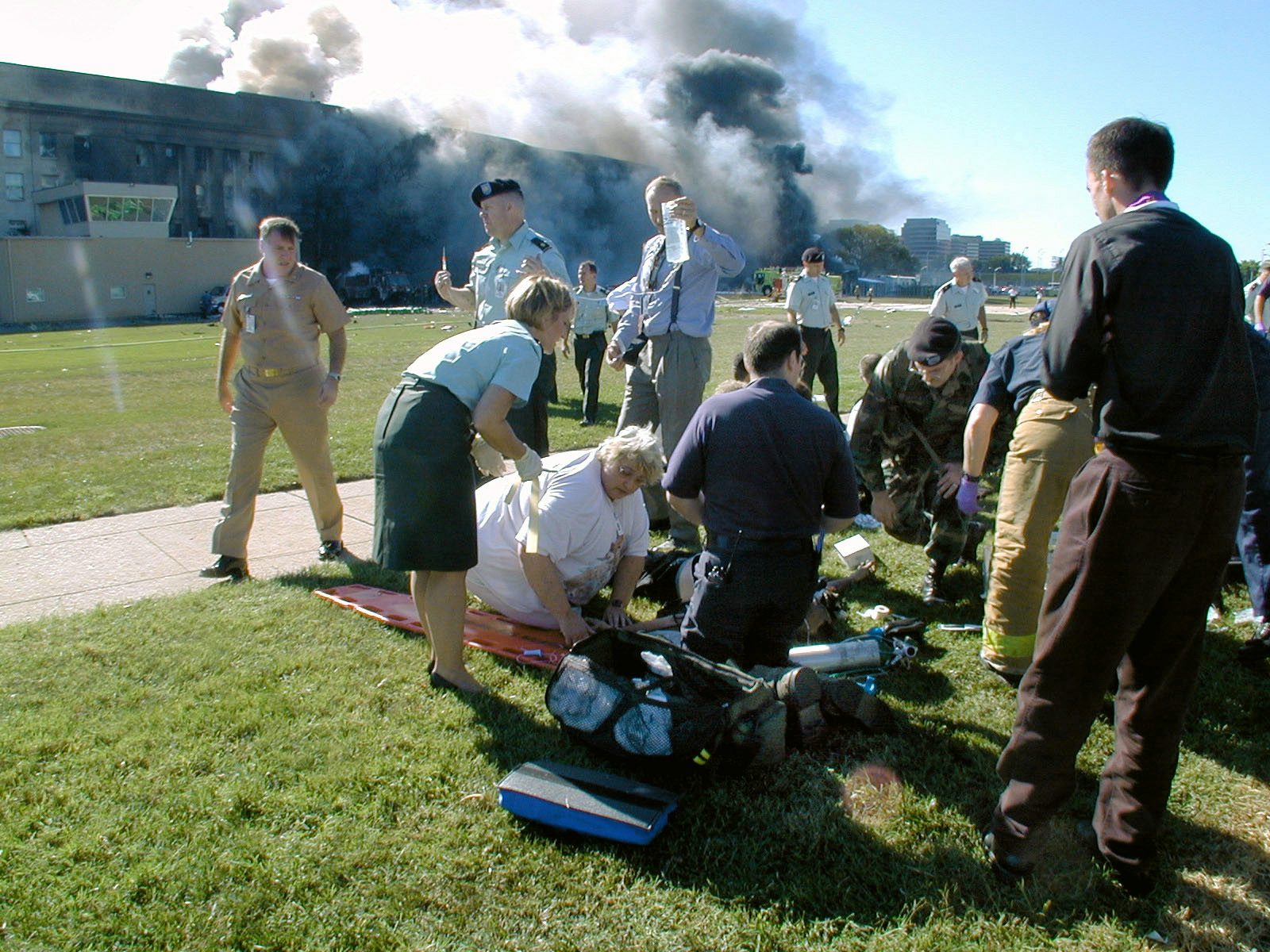
Estació de triatge al Pentàgon després de l'impacte del Vol 77 d'American Airlines durant els Atemptats de l'11 de setembre de 2001.

El triatge és el procés de determinar la prioritat dels tractaments dels pacients basant-se en la gravetat de la seva condició. Aquesta selecció del tractament del pacient de manera eficient es dona quan els recursos són insuficients perquè tothom pugui ser tractat immediatament. El terme prové del verb francès trier, en català triar, o sigui separar o classificar. El triatge pot donar lloc a la determinació de l'ordre i prioritat de tractament d'emergència, l'ordre i la prioritat del transport d'emergència, o la destinació del transport per al pacient.
El triatge també pot ser usada per als pacients que arriben al servei d'urgències, o truquen per telèfon a sistemes d'assessorament mèdic, entre d'altres. Aquest article tracta del concepte de triatge tal com es desenvolupa a les urgències mèdiques, incloent l'àmbit prehospitalari, els desastres, i el tractament al servei d'urgències.
El terme triage pot haver-se originat durant les Guerres Napoleòniques per la feina de Dominique Jean Larrey.
El terme fou utilitzat posteriorment durant la Primera Guerra Mundial pels metges francesos que tractaven els ferits del camp de batalla al lloc de socors darrere del front. Els responsables de l'evacuació dels ferits d'un camp de batalla o la seva cura després dividirien les víctimes en tres categories:
- Els que són propensos a viure, independentment de l'atenció que rebin;
- Els que són propensos a morir, independentment del tipus d'atenció que rebin;
- Aquells per a qui l'atenció immediata podria significar una diferència positiva en el resultat.

## Sistemes i escales de triatge
En els últims anys s'han desenvolupat diferents sistemes i escales de triatge, al Canadà (Canadian Triage and Acuity Scale) basat en l'australià, Regne Unit (Manchester Emergency Triage System), Estats Units (Triage Scale Standardization), Andorra (Model Andorrà de Triatge) basat en el canadenc i Austràlia (The Australasian Triage Scale). A Espanya s'han realitzat dues adaptacions, que s'estan implantant a diversos hospitals:
- El "SET", Sistema Estructurat de Triatge, que resulta d'una adaptació del "MAT", Model Andorrà de Triatge. En ell hi ha 650 motius de consulta distribuïts en 32 categories simptomàtiques, que amb dades de l'interrogatori i unes dades exploratòries bàsiques, classifiquen amb 5 nivells d'urgència.
- El "Manchester", basat en el sistema del mateix nom del Regne Unit. A partir de 51 motius de consulta i a través d'unes preguntes dirigides en un diagrama. És a dir segons la resposta si/no, es produeix la classificació, amb 5 nivells de gravetat.

S'han desenvolupat en diverses comunitats autònomes, com a Navarra i la Comunitat Valenciana, altres programes alternatius propis.